# Ramponio Verna
Ramponio Verna je italská obec v provincii Como v oblasti Lombardie.
K 31. prosinci 2011 zde žilo 410 obyvatel.

## Sousední obce
Claino con Osteno, Laino, Lanzo d'Intelvi, Pellio Intelvi, Valsolda